# GMY
GMY är en, möjligen skämtsam, marin förkortning som står för Gott Mit You (Sv: Gud med dig). Svar är MYA, Mit You Auch  alternativt MYT, Mit You Too.  Den används av svenska sjöofficerare, speciellt med rötter i ubåtsvapnet, istället för MVH (Med vänlig hälsning). Ursprunget till fraserna är omtvistad och flera olika teorier har presenterats.

## Teorier om ursprung
Ursprunget är omtvistat men det påstås att det skulle ha använts som hälsning mellan tyska och engelska ubåtskaptener under inledningen av första världskriget. Ubåtar kunde då inte bekämpa varandra, utan båda besättningar löpte istället risken att möta en kall och fuktig grav. Eventuellt har uttrycket hittats på av en svensk skämtande mariningenjör. Andra teorier som presenterats är att uttrycket användes av tyska ubåtar under första världskriget med engelska ord för att förvilla, att det är en fras som använts mellan handelsfartyg eller att det är en inofficiell telegrafisignal med gamla anor.